# 圣依纳爵堂 (雷根斯堡)
圣依纳爵堂（Bruderhauskirche St. Ignaz）是德国巴伐利亚州雷根斯堡的一座教堂，位于老城爱美兰广场（Emmeramsplatz）12号,已被列为保护建筑。主保圣人是安條克的依納爵。

## 历史
该堂起源于1445年左右。目前的教堂是1622-23年改建的结果。. 